# 徐绍川
徐绍川（1963年7月—），男，满族，河北丰润人，中华人民共和国政治人物。中国石油大学工商管理学院管理科学与工程专业毕业，硕士研究生学历。曾任中共广西壮族自治区党委常委、统战部部长。

## 生平
1982年9月参加工作，1984年8月加入中国共产党。1997年8月起，任共青团河北省委副书记、省政协常委。2000年11月至2007年5月，历任共青团中央宣传部副部长、青工部部长、共青团中央常委等职。期间，在中国石油大学（北京）获得管理学硕士学位。
2005年4月至2006年4月的一年间，挂职任青藏铁路公司党委委员、副书记，青藏铁路建设总指挥部党工委副书记。
2007年5月，离开共青团系统转往原国家安全生产监督管理总局任职，晋升为正司局级官员。此后历任办公厅副主任、监督管理一司副司长、司长、人事司司长等职。
2013年5月，升任原国家安全生产监督管理总局党组成员、副局长，晋升为副部级。
2018年3月，中共中央批准：徐绍川任中共广西壮族自治区党委常委。同时，中共广西壮族自治区党委决定：徐绍川任自治区党委统战部部长。2019年12月兼任自治区政协党组副书记。2021年11月，不再担任中共广西壮族自治区党委常委、统战部部长。
2022年1月，当选为广西壮族自治区政协副主席。